# Office48
오피스 포티에이트(일본어: オフィスフォーティエイト, 영어: office48 Co., Ltd)는 일본 도쿄도 시부야구에 본사를 둔 일본의 지주 회사이다. 2022년 기준으로, 주식회사 원앤프레즌스 홀딩스(One & Presence Holdings)로 사명을 변경한 상황이다.